# Herwig Pöschl
Herwig Pöschl (* 7. April 1950 in Oberndorf bei Salzburg; † 22. Juli 2022 in Berlin) war ein österreichischer Musiker, Kulturmanager und Kurator. Er lebte und arbeitete seit 2009 in Berlin.

## Leben und Wirken

### Studien
Herwig Pöschl studierte (1969–1971) Komposition und Musik bei Mauricio Kagel und Iannis Xenakis in Köln, sowie bei Karlheinz Stockhausen in Darmstadt. Er absolvierte damals auch Instrumentalstudien bei Christoph Caskel (Percussion) in Frankfurt sowie Studien in „Tonsatz und Schlagwerk“ am Mozarteum Salzburg.
Dazu kamen (1972–1976) Studien der Psychologie und Psychiatrie bei Igor Alexander Caruso und der Musikpsychologie bei Wilhelm Revers an der Universität Salzburg (ohne Abschluss).

### Tätigkeit als Musiker
Herwig Pöschl war 1970 Mitglied des von Mauricio Kagel gegründeten „Ensembles für Neue Musik“ (Köln) als Schlagzeuger und spielte dann auch in bekannten Ensembles der Neuen Musik, wie „Spontan Music Group“ (1971), „Just Music“ (1971–1972), sowie bei „Schallmomente“ (1971–1974) mit, bevor er 1974 wegen einer ererbten Muskelschwäche die Arbeit als Musiker beenden musste.

### Tätigkeit als Kulturforscher und Kulturentwickler

#### Institut für Alltagskultur
Herwig Pöschl gründete 1981 das „Institut für Alltagskultur“ (IAK, mit Raimund Gutmann). Bis 1990 arbeitete er hier (meist im Auftrag des österreichischen Bundeskanzlers Bruno Kreisky) an Entwicklungsprojekten zum kulturellen, sozialen und ökonomischen Wandel in Bergbau- und Industriegebieten, wie z. B. Mühlbach am Hochkönig, sowie Eisenerz. Er gründete damals (1985) mit Friedrich Bahner in der Salinenstadt Hallein das bis heute aktive „Kulturforum Hallein“.

#### Kulturentwicklungsplan der Stadt Salzburg
1986 bis 1989 leitete Herwig Pöschl den ersten Kulturentwicklungsplan der Stadt Salzburg (als Stabsstelle von Bürgermeister Josef Reschen, inklusive der Ausschreibung für das dann nicht realisierte Projekt Guggenheim-Museum in Salzburg). Aufgrund des damaligen Kulturentwicklungsplans Salzburg wurde das Budget für freie Kulturförderung stark erhöht und ein Kulturstättenprogramm mit Neugründungen (vom „Rockhaus Salzburg“ bis zum Literaturhaus Salzburg) verwirklicht.

#### Kunstkurator der Stadt Bernau bei Berlin
2011 wurde Herwig Pöschl nach einem Ausschreibungsverfahren zum Kunstkurator der Stadt Bernau bei Berlin bestellt. Dort kuratierte er die bestehende Sammlung von Bildhauern der früheren DDR wie Fritz Cremer, Waldemar Grzimek u. a. Er leitete (gemeinsam mit Rudolf J. Kaltenbach und Silvia Ch. Fohrer) das internationale Bildhauer-Symposium Steine ohne Grenzen VIII, das 2011 in Bernau stattfand. Er arbeitete an strategischer Kulturplanung für Bernau mit unterschiedlichen Teilprojekten, wie dem Architekturprojekt „Moderne trifft Geschichte“.

### Leitung und Entwicklung von Kulturmanagement-Ausbildungen etc.

#### Kultur- und Medienmanagement am International Centre for Culture and Management (ICCM)
1989 entwickelte Herwig Pöschl gemeinsam mit Hermann Glaser, Ingo Mörth, Walter Reicher, Franz Sattlecker (heute Leiter der Schloß Schönbrunn Kultur- und Betriebsgesellschaft), Burghart Schmidt, Heiner Zametzer und anderen einen vom damaligen Bundesministerium für Unterricht, Kunst und Sport (Kunstsektion) geförderten Lehrgang Kulturmanagement besonders für Aktivisten einer autonomen Kulturarbeit im Dritten Sektor, der zuerst als Diplomlehrgang am Berufsförderungsinstitut (BFI) Oberösterreich, dann ab 1991 als Universitätslehrgang an der Johannes Kepler Universität Linz (JKU) unter der Leitung von Pöschl selbst (organisatorische Leitung) sowie Ingo Mörth und Walter Sertl (wissenschaftliche Leitung) durchgeführt wurde. 1992 erfolgte dann die Gründung des „International Centre for Culture and Management“ (ICCM) mit Sitz zuerst in Gmunden (bis 1995) und dann in Salzburg, das ab 1992 statt des BFI als organisatorischer Träger der Ausbildung unter der Leitung Pöschls fungierte. 1997 wurde der Lehrgang in einen postgradualen Universitätslehrgang „European Management Programme for the Arts and Media“ mit dem Abschluss „Master of Advanced Studies (Arts and Media Management)“ und dem Anspruch einer allgemeinen Kulturmanagement-Ausbildung für alle Bereiche umgewandelt.
2004 wurde der Kooperationsvertrag JKU – ICCM aufgelöst, und der Lehrgang als Angebot der Universität Linz beendet. Die Ausbildung wurde dann in Kooperation ICCM – SMBS – University of Salzburg Business School (auch in Zusammenarbeit mit dem Columbia College Chicago und der Fudan-Universität in Schanghai) als MBA „International Arts Management“ (bis zur Insolvenz des ICCM 2008) weitergeführt.
Zwischen 1989 und 2008 wurden in diesen Ausbildungen ungefähr 1000 Kulturmanager aus 60 Herkunftsländern ausgebildet.

#### Internationale Sommerakademie für Kulturmanagement / Salzburg Culture Forum
Von 1990 bis 2005 leitete Herwig Pöschl die „Internationale Sommerakademie für Kulturmanagement“ in Salzburg, ein gemeinsam mit Kulturkontakt Austria gegründetes sog. „Capacity-Building-Trainingsprojekt“, welches gemäß dem Ziel von Kulturkontakt Austria vor allem für Teilnehmer aus Ost- und Südosteuropa Kulturprojekte entwickeln und umsatzbar machen sollte. Nach dem Ausstieg von Kulturkontakt Austria aus dem Projekt (2003) wurde dieses noch zwei Jahre in Kooperation mit den Open Society Foundations von George Soros als „Salzburg Culture Forum“ für Teilnehmer speziell aus den UdSSR-Nachfolgestaaten in Zentralasien fortgeführt.

#### Hochschulkurs für Kulturjournalismus und kulturelle Öffentlichkeitsarbeit
Herwig Pöschl entwickelte auch in Kooperation mit dem Kommunikationswissenschafter Kurt Luger an der Universität Salzburg einen „Hochschulkurs für Kulturjournalismus und kulturelle Öffentlichkeitsarbeit“, der 1994–1997 mit dem ICCM als organisatorischem Träger angeboten wurde.

#### „Music for Film & Media“ an der Donau-Universität Krems
Ab 2007 entwickelte Herwig Pöschl in Kooperation mit der University of California, Los Angeles (UCLA) und dem Komponisten Peter Wolf ein Masterstudium „SCORE: Music for Film & Media“, zunächst für das ICCM selbst, und dann für die Donau-Universität Krems. Dieses postgraduate-Studium (Abschluss Master of Arts – M.A.) verbindet Kompositionstudien für verschiedene Medienformate (Film, TV, interaktive digitale Medien und Business Audio) mit neuester Audiotechnologie und Musikbusiness-Wissen. Es startete in etwas modifizierter Form 2013 an der Donau-Universität Krems. Der Lehrgang wurde 2018 in „Music for Applied Media“ umbenannt.

## Weitere Tätigkeiten und Ehrungen

### Weitere Tätigkeiten
- Gründungsmitglied der italienischen Kultur-Organisation „Fondazione Fitzcarraldo“[19] (1998);
- Mitherausgeber des „International Journal for Arts Management“ (ISSN 1480-8986) des Kulturmarketing-Experten Francois Colbert an der HEC Montréal (1998–2008);
- Mitbegründer (1992) und Präsident (1996–2000) des „European Network for Cultural Administration Centres“ - ENCATC mit Sitz in Brüssel[20].
- Mitglied des Internationalen Beirates des „UNESCO Cultural Management and Cultural Policy Chair“, Vilnius Academy of Fine Arts[21];
- Gastprofessor für Kulturmanagement an der Moholy-Nagy-Universität für Kunsthandwerk und Gestaltung, Budapest (1995 bis 2001);
- Gastprofessur für Projektmanagement an der „Scuola universitaria professionale della Svizzera italiana“ - SUPSI[22], Lugano (2014);
- Vortragender und wissenschaftlicher Co-Leiter des jährlichen „Corso di Perfezionamento per Responsabile di Progetti Culturali“ - CPRC der Fondazione Fitzcarraldo (2008–2016)[23];
- Universitätslektor für Projektmanagement an der Johannes Kepler Universität Linz (1998–2004);
- Mitglied des Kulturbeirates des österr. Bundesministeriums für Unterricht und Kunst (1992–1998).
- Mitglied des Salzburger Landes-Kulturbeirates (1990–1999)[24]

### Ehrungen
- Verleihung des österr. Berufstitels Professor (2004)[25].
- Ehrenmitglied des Vereins „G34 StadtRäume e.V. Verein für urbane Lebenskunst und kulturelle Vielfalt“, München (zusammen mit Julian Nida-Rümelin und Ernst Pöppel, 2003);

## Publikationen (Auswahl)
- (mit Raimund Gutmann): Kultur und Arbeit: Entwicklung von Schritten zu einer aktivierenden Kulturarbeit für Arbeitnehmer. Salzburg 1983: Institut für Alltagskultur;[26]
- (mit Raimund Gutmann): Kultur im Betrieb - Probleme und Perspektiven von Kulturarbeit für Arbeitnehmer. Ergebnisse einer Untersuchung in Salzburger Betrieben, in: Österreichische Zeitschrift für Soziologie (Schwerpunktheft „Kunst-Kultur-Gesellschaft“, hg. Ingo Mörth), ISSN 1011-0070, Heft 1-2 / 1984, S. 168–182;
- Kulturentwicklungsplanung für die Stadt Salzburg: Vorstudie erstellt im Auftrag der Stadt Salzburg, Salzburg 1986: Stadt Salzburg[27]
- Stadtkultur - Lebenskultur, in: Heinz Dopsch (Hg.): Vom Stadtrecht zur Bürgerbeteiligung. Festschrift 700 Jahre Stadtrecht von Salzburg. Salzburg 1987: Museum Carolino Augusteum, S. 213–217;
- (mit Walter Reicher) Heiße Lava oder kalte Asche. Die Salzburger Museen aus anderer Sicht, in: Neues Museum. Die österr. Museumszeitschrift, ISSN 1015-6720, Nr. 1/1989, S. 35–40 (zobodat.at [PDF]).
- (mit Otto Hofecker)  Kultur und Stadtentwicklung in Österreich. Studie für das Forschungsprojekt „Die Bedeutung der Kultur für die wirtschaftliche Entwicklung von Städten in Deutschland“, Forschungfeld „Städtebau und Wirtschaft“ … im Auftrag des Bundesministers für Raumordnung, Bauwesen und Städtebau und der Bundesanstalt für Landeskunde und Raumordnung, Dortmund 1991: IRPUD - Institut für Raumplanung der Universität Dortmund;
- Be-Denkens-Werte vor dem Großen Geld, in: Franz Sattlecker, Gerda Themel (Hg.): Die Praxis des Kunstsponsorings. Ein Leitfaden für Künstler und Kulturgruppen. Signum Verlag, Wien 1991, ISBN 3-85436-107-6, S. 38–42;
- Saitensprünge, in: Ernst Strouhal (Hg./ Red.): Kultur, Kunst, Staat. Aufschwünge und Abgesänge zur Zukunft der Kulturförderung. Wien 1991: Zukunfts- und Kulturwerkstätte - Arbeitskreis Zukunft der Kulturförderung, ISBN 3-9500021-2-X, S. 77–82;
- Das Lenkrad der Kreativität ist nicht zum Bremsen da, in: Franz Dobusch u. a. (Hrsg.): Kommunalpolitische Perspektiven. Sozialdemokratische Überlegungen einer zukunftsorientierten Gemeindepolitik; Festschrift zum Gedenken an den Linzer Altbürgermeister Hofrat Dr. Ernst Koref anlässlich dessen 100. Geburtstages, Orac Verlag, Wien 1991, ISBN 3-70070-160-8, S. 289-294[28]
- (mit Heiner Zametzer und Wolfgang Reiter) Ästhetik und Ausgrenzung: Plädoyer für eine offene Kulturarbeit, Wien 1992: IKUS - Institut für Kulturstudien (IKUS-Lectures no. 2/1992; ISSN 1021-2965);
- Guten Morgen Chopin - Kulturmanagement ist kein betulicher Vorgang! Management zwischen Kultur und Österreich, in: Peter Strahlendorf (Hg.): Jahrbuch Sponsoring 94/95, Econ Verlag, Düsseldorf etc. 1994, ISBN 3-430-14992-4, S. 191–195;
- On the Development of the New Cultural Sector in Austria, in: Robert Harauer, Jeff Bernard (Hg.): „New culture“ in Europe: structures, problems, developments. Proceedings of an international conference, Vienna, December 2-5, 1992, Wien 1994: Öst. Gesellschaft für Semiotik (ÖGS) / Institut für Sozio-Semiotische Studien (ISSS), ISBN 3-900494-18-5, S. 119–132;
- (mit Jeff Bernard, Erich Fries, Gerald Gröchening, Klaus Nüchtern): Strukturen autonomer Kulturarbeit in Österreich. Band 3: Programmatik und Kulturpolitik, Wien 1995: Öst. Gesellschaft für Semiotik (ÖGS) / Institut für Sozio-Semiotische Studien (ISSS), ISBN 3-900494-23-1;
- International cultural relations and regional exchange - response, in: Simone Wesner, Adrian Palka (Hg.): Challenges for Cultural Policy and Management in Central and Eastern Europe. An International Symposium Organised by the European Network of Cultural Administration Training Centres, Zittau/Germany, September 13th‐15th 1996, Dresden 1997: Büro für freie Kulturarbeit, S. 95–96[29];
- Vorwort, in: Lucie Bader, Barbara Haberl, Isabella Urban und Christine Weingartner (Hg.): Sehen und Gesehen werden. Filmmarketing in kleinen europäischen Filmländern, PVS Verleger, Wien 2000, ISBN 3-901196-41-2, S. 13–14, auch online full text.
- Cultural Policy in Austria, in: Giōrgos Poupēs, Vasias Tsokopoulos, Tasos Athanasiadēs (Hg.): Patra - politistikē prōteuousa tēs Eurōpēs, Athen 2006: Synchronoi Horizontes, ISBN 978-960-398-182-4, S. 199–201;
- (auch Co-Hg.) Vorwort, in: Bernauer Stadtmarketing u. a. (Hg.): Moderne trifft Geschichte. Baukunst-Architektur-Leben, Bernau 2012: Stadt Bernau, S. 4–9;